# Singapur Juniors 2007
Das Singapur Juniors 2007 fand als bedeutendstes internationales Nachwuchsturnier von Singapur im Badminton vom 17. November bis zum 23. November 2007 statt.

## Sieger und Platzierte der Junioren U19
| Disziplin    | Gold                             | Silber                                      | Bronze                                |
| ------------ | -------------------------------- | ------------------------------------------- | ------------------------------------- |
| Herreneinzel | Nandang Arif Saputra             | Ashton Chen Yong Zhao                       | Kaisar Bobby Alexander                |
| Herreneinzel | Nandang Arif Saputra             | Ashton Chen Yong Zhao                       | Anggi Sepdianto                       |
| Herrendoppel | Ricky Widianto Chayut Triyachart | Nandang Arif Saputra Markus Fernaldi Gideon | Hendra Mulyono Ariyanto Haryadi Putra |
| Herrendoppel | Ricky Widianto Chayut Triyachart | Nandang Arif Saputra Markus Fernaldi Gideon | Angga Pratama Kevin Alexander         |